# Chariesthes nigronotata
Chariesthes nigronotata là một loài bọ cánh cứng trong họ Cerambycidae.